# Szuhogy, Borsod-Abaúj-Zemplén
Szuhogy este un sat în districtul Edelény, județul Borsod-Abaúj-Zemplén, Ungaria, având o populație de 1.258 de locuitori (2011). 

## Demografie
Componența etnică a satului Szuhogy
     Maghiari (89,77%)
     Romi (9,8%)
     Germani (0,43%)
Componența confesională a satului Szuhogy
     Romano-catolici (41,02%)
     Reformați (29,17%)
     Fără religie (5,48%)
     Greco-catolici (1,19%)
     Necunoscută (22,81%)
     Atei (0,32%)
     Alte religii (0,24%)
Conform recensământului din 2011, satul Szuhogy avea 1.258 de locuitori. Din punct de vedere etnic, majoritatea locuitorilor (89,77%) erau maghiari, cu o minoritate de romi (9,8%). Nu există o religie majoritară, locuitorii fiind romano-catolici (41,02%), reformați (29,17%), persoane fără religie (5,48%) și greco-catolici (1,19%). Pentru 22,81% din locuitori nu este cunoscută apartenența confesională.